# Aérodrome de Nancy - Azelot
L’aérodrome de Nancy - Azelot (code OACI : LFEX) est un aérodrome agréé à usage restreint, situé sur la commune d’Azelot à 11 km au sud-sud-est de Nancy en Meurthe-et-Moselle (région Lorraine, France).
Il est utilisé pour la pratique d’activités de loisirs et de tourisme (aviation légère et parachutisme).

## Histoire

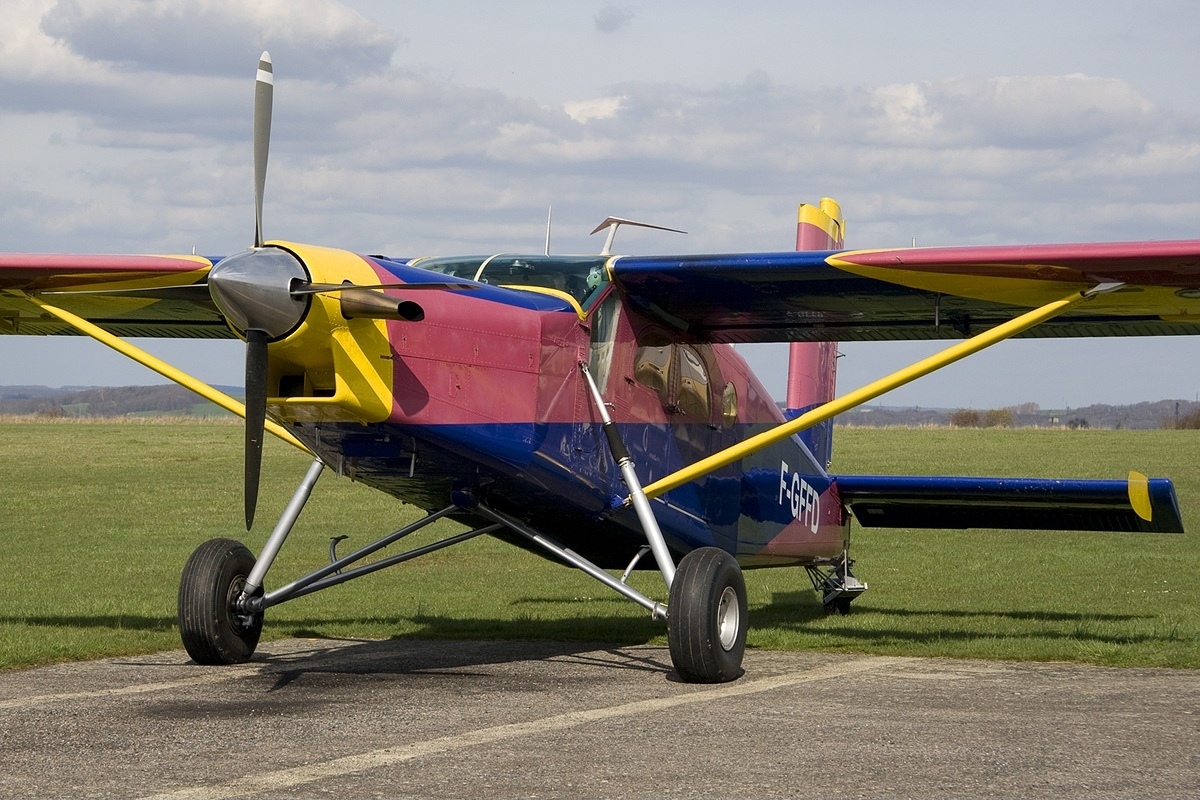
Un Pilatus PC-6 Turbo-Porter sur l'aérodrome

## Installations
L’aérodrome dispose de deux pistes en herbe :
- une piste orientée sud-nord (18/36) longue de 980 mètres et large de 60 ;
- une piste orientée est-ouest (06/24) longue de 620 mètres et large de 60.

L’aérodrome n’est pas contrôlé. Les communications s’effectuent en auto-information sur la fréquence de 123,500 MHz.

## Activités
- EFPNL : École Française de Parachutisme Nancy Lorraine